# Matemale
Matemale (katalanska: Matamala) är en kommun i departementet Pyrénées-Orientales i regionen Occitanien i södra Frankrike. Kommunen ligger i kantonen Mont-Louis som tillhör arrondissementet Prades. År 2022 hade Matemale 279 invånare.

## Befolkningsutveckling
Antalet invånare i kommunen Matemale
| Referens: INSEE |